# ریچلند (آیووا)
ریچلند (به انگلیسی: Richland) شهری در ایالت آیووا کشور ایالات متحده آمریکا است که جمعیت آن در سرشماری سال ۲۰۱۰ میلادی، ۵۸۴ نفر بوده‌است.